# Бочкарьов Михайло Степанович
Миха́йло Степа́нович Бочкарьо́в (нар. 1904 — пом. 1974) — радянський військовик, учасник битви на озері Хасан і німецько-радянської війни, полковник. Герой Радянського Союзу (1938).

## Життєпис
Народився 1 серпня 1904 року в селі Нові Бураси, нині — селище міського типу, районний центр Саратовської області Росії, в селянській родині. Росіянин. Закінчив 8 класів. З 1920 по 1925 роки працював чоботарем в артілі «Союзшкірпром».
До лав РСЧА призваний у 1925 році. У 1931 році закінчив відділення снайперів на КУКС «Постріл».
Особливо командир батальйону 95-го стрілецького полку 32-ї стрілецької дивізії (1-ша Приморська армія, Далекосхідний фронт) капітан М. С. Бочкарьов відзначився в боях біля озера Хасан з 29 липня по 11 серпня 1938 року. Протягом цього часу 6 разів водив бійців батальйону в атаку. Двічі (6 та 8 серпня) був поранений, але залишився в строю.
Після закінчення бойових дій командував стрілецьким полком. Протягом 1940—1941 років навчався у Військовій академії імені М. В. Фрунзе. З початком німецько-радянської війни відкликаний з 2-го курсу Академії й направлений у розпорядження Військової ради Західного фронту, виконував обов'язки офіцера штабу однієї з армій фронту. 28 липня 1941 року отримав важке поранення під Єльнею (Смоленська область).
Після тривалого лікування у шпиталі на фронт більше не повернувся. Обіймав посаду начальника Моршанського кулеметно-мінометного училища (Орловський ВО), згодом — начальник Вищої офіцерської артилерійсько-технічної школи (м. Пенза).
У 1954 році полковник М. С. Бочкарьов вийшов у запас. Мешкав у Саратові, очолював обласну раду Товариства мисливців. Помер 20 жовтня 1974 року. Похований на Воскресенському кладовищі Саратова.

## Нагороди
Указом Президії Верховної Ради СРСР від 25 жовтня 1938 року «за зразкове виконання бойових завдань і геройство, виявлене при обороні району озера Хасан», капітанові Бочкарьову Михайлу Степановичу присвоєне звання Героя Радянського Союзу. Після встановлення знаку особливої відзнаки, отримав медаль «Золота Зірка» за № 83.
Був також нагороджений двома орденами Леніна (25.10.1938, 1950), орденом Червоного прапора (1945), двома орденами Вітчизняної війни 2-го ступеня (16.11.1943, 22.02.1944), орденом Червоної Зірки (1944) і медалями.

## Пам'ять
Ім'ям Михайла Бочкарьова названо одну з вулиць смт Нові Бураси.